# 摩尔多瓦
47°N 29°E / 47°N 29°E
摩爾多瓦共和國（羅馬尼亞語：Republica Moldova），通稱摩爾多瓦，是位於東歐的內陸國家，首都是基希讷乌。摩爾多瓦西鄰羅馬尼亞，北面、東面、南面毗鄰烏克蘭。
今天的摩爾多瓦，大部分領土屬於中世紀的摩爾達維亞公國。摩爾達維亞公國在14世紀立國後，自16世紀開始淪爲鄂圖曼帝國的保護國。19世紀，摩爾達維亞所位於的比萨拉比亚地區被割讓給俄罗斯帝国，同時與摩爾多瓦具有同緣關係的羅馬尼亞人組建羅馬尼亞聯合公國。20世紀俄國發生革命後，比萨拉比亚地區先是獨立，後又併入羅馬尼亞王國。1940年，羅馬尼亞王國割了此地予蘇聯，蘇聯遂控制摩爾達維亞地區，組建摩爾達維亞蘇維埃社會主義共和國，爲蘇聯的第15個加盟共和國。1941年蘇德戰爭爆發，作為軸心國一方的羅馬尼亞亦出兵蘇聯，10月攻占敖德薩，並在纳粹德國南方集團軍幫助下奪回比萨拉比亚地區，但1944年蘇聯大規模反攻德國，红軍擊敗羅馬尼亞軍隊又再度佔領該地，恢復摩爾達維亞蘇維埃社會主義共和國建制。東欧劇變後，1991年，摩爾多瓦宣佈獨立，成立今天的摩爾多瓦共和國。摩爾多瓦獨立後因政治動盪、能源短缺等原因，經濟陷入衰退。1992年5月至7月，摩爾多瓦政府军在德涅斯特河沿岸战争战败，德左地區事實上获得獨立至今。
摩爾多瓦是一個農業國，以第一產業的農業為主導，第二產業的工業以及第三產業的商業基礎薄弱，國民經濟非常依賴農業、釀酒業等產業。摩爾多瓦至今仍是相當貧困的國家，以人均GDP論，2020年約4千餘美元，在歐洲僅勝過飽受俄羅斯入侵戰爭之苦的烏克蘭，更輸給曾為歐洲兩個最貧窮國家的阿爾巴尼亞和科索沃，在亞洲約相當於印尼水準。另外政治上，曾經存在對反對派進行政治迫害的情況，目前摩爾多瓦政府已積極推行民主化進一步改革，唯貪污腐敗問題仍十分嚴重。此外社會上，摩爾多瓦國內亦面臨較嚴重的人口販賣問題。
1991年獨立後，摩爾多瓦先後加入聯合國、世界貿易組織（WTO），以及歐安組織（OSCE）、獨聯體等國際組織。摩爾多瓦目前是北約和平夥伴關係計劃成員，與歐盟是東部夥伴關係。摩爾多瓦正尋求加入歐盟的機會，並於2022年因俄羅斯入侵烏克蘭戰爭，而與烏克蘭一樣特快被歐盟獲選為歐盟候選國，但由於內部政局仍較為分裂成親俄與親歐盟兩派；且面臨摩爾多瓦東部立場極度親俄羅斯兼有約5000名俄軍駐守的德涅斯特河沿岸的實質分裂問題；加上摩爾多瓦經濟為歐洲最落後之一（加入歐盟其中一個條件是經濟標準達到某水準），入盟前景不樂觀。

## 國家名稱
摩爾多瓦（Moldova）這個名稱來源於摩爾多瓦河。摩爾多瓦河谷在摩爾達維亞公國成立時曾是該國的政治中心。摩爾多瓦這個名字的來歷至今不明。一個傳說中稱，摩爾達維亞第一代君主德拉戈什在一次打獵時，爲了追趕一隻原牛而到了一條河邊（即今天的摩爾多瓦河）。疲憊的德拉戈什公爵獵殺了這隻原牛，但他的獵犬「Molda」也因爲過勞而落入河中淹死。因此，德拉戈什便以他的愛犬來命名這條河，其後又把河流的名字用到了他建立的國家（即今摩爾多瓦的前身）上。
蘇聯時代的摩爾達維亞蘇維埃社會主義共和國使用「摩爾達維亞」這個名字。蘇聯解體後，宣佈獨立的摩爾多瓦按照羅馬尼亞語的發音，定國名爲「摩爾多瓦」。

## 历史

### 史前時代
2010年，考古學家於摩爾多瓦境內發現了奧都萬石器，這將今天摩爾多瓦境內人類最早的活動記錄前推到了距今80萬到120萬年前。新石器時代的克克塔尼文化中心就在今天的摩爾多瓦境內。這一文明從約公元前5500年一直持續到公元前約2700年，有進行農業活動、畜養家畜、打獵、製作較複雜陶器的記錄。

### 中世紀以前

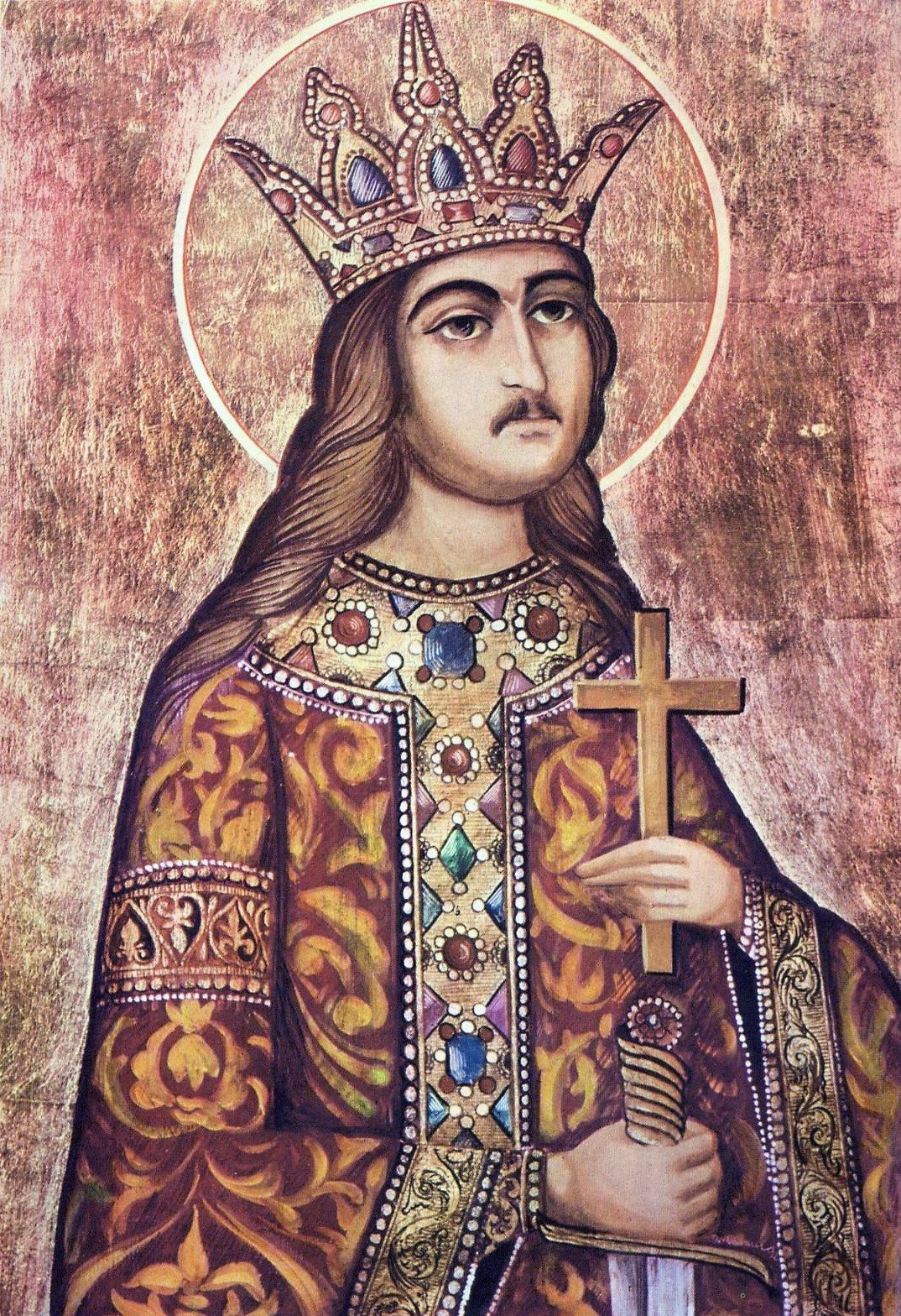
斯蒂芬大帝像。他在1457年—1504年間是摩爾達維亞公國的君主

摩爾多瓦人的祖先是達契亞人，今天的摩爾多瓦最初是羅馬帝國的一部分。13世紀到14世紀間，因爲蒙古和匈牙利的入侵，達契亞人開始分爲摩尔多瓦人、瓦拉几亚人、特兰西瓦尼亚人三支。其中，摩爾多瓦人於1359年成立了摩爾達維亞公國。1538年，摩爾達維亞被鄂圖曼帝國征服，成爲鄂圖曼帝國的附庸。不過，摩爾達維亞公國的君主仍然被允許繼續統治國家。

### 近現代
1812年，俄羅斯帝國在對鄂圖曼帝國的戰爭中奪取了摩爾達維亞公國的大部分領土。俄國將這部分領土稱爲「比萨拉比亚」。1859年，摩爾達維亞公國與瓦拉幾亞合併，宣佈建立羅馬尼亞聯合公國。1917年二月革命後，比萨拉比亚宣佈獨立，成立摩爾達維亞民主共和國。1918年，羅馬尼亞軍隊進入該國並與羅馬尼亞王國進行合併。1940年，羅馬尼亞王國割了此地予蘇聯，蘇聯逐控制摩爾達維亞地區，組建摩爾達維亞蘇維埃社會主義共和國，爲蘇聯的第15個加盟共和國。1941年蘇德戰爭爆發，作為軸心國一方的羅馬尼亞亦出兵蘇聯，10月攻占敖德薩，並在納粹德國南方集團軍幫助下奪回摩爾多瓦地區，但1944年蘇聯大規模反攻德國，紅軍擊敗羅馬尼亞軍隊又再度佔領該地，恢復摩爾達維亞蘇維埃社會主義共和國建制。摩爾多瓦地區重新劃歸蘇聯。其後，蘇聯重建了摩爾達維亞蘇維埃社會主義共和國的國家建制。
东欧剧变後，1990年，摩爾達維亞蘇維埃社會主義共和國改名摩爾多瓦蘇維埃社會主義共和國。1991年5月，摩爾多瓦蘇維埃社會主義共和國宣佈改名摩爾多瓦共和國。8月，該國宣佈從蘇聯獨立，建立今天的摩爾多瓦。
獨立後的摩爾多瓦，因爲能源短缺、經濟調控失當等原因，經濟經歷長時間的衰退。至今，摩爾多瓦仍然是歐洲最貧困的國家之一。

### 德涅斯特河沿岸問題
1990年，摩爾多瓦的工業集中區德涅斯特河沿岸（德左）宣佈從摩爾多瓦獨立。同時，蘇聯（俄羅斯）的軍隊一直駐在德涅斯特河沿岸未撤，演變成持續至今的「德左問題」。1992年，德涅斯特河沿岸當局與摩爾多瓦爆發戰爭。戰爭以摩爾多瓦失敗告終，德左地區保持事實上獨立至今（儘管德左地區的獨立一直沒有受到國際社會的承認）。俄羅斯在德左地區的駐軍至今未撤離。
2022年4月俄烏戰爭期間，德涅斯特河沿岸連日傳出數起爆炸起火案，未知施襲方， 烏克蘭總統府官員稱：“俄羅斯當局正在宣布有必要時要佔領摩爾多瓦。”烏克蘭西南部地區可能也被納入進攻範圍。，俄羅斯軍方則表明在烏克蘭特別軍事行動的新階段目標是要完全控制烏克蘭南部，以便開通前往摩爾多瓦西部親俄地區德涅斯特河沿岸的道路 ，此言論及爆炸事件引起外界憂慮2022年俄烏戰爭會蔓延至摩爾多瓦或德涅斯特河沿岸。
2022年5月3日烏克蘭國家通訊社引述英國《泰晤士報》提到，俄羅斯高層擬定即將入侵摩爾多瓦的詳盡計畫，可能重演「頓巴斯」劇本，並從西側打開攻烏新戰線。根據烏克蘭情報來源，有一些跡象顯示俄軍很快就會攻擊摩爾多瓦，而這個前蘇聯成員國的軍隊只有3250人。

## 政治

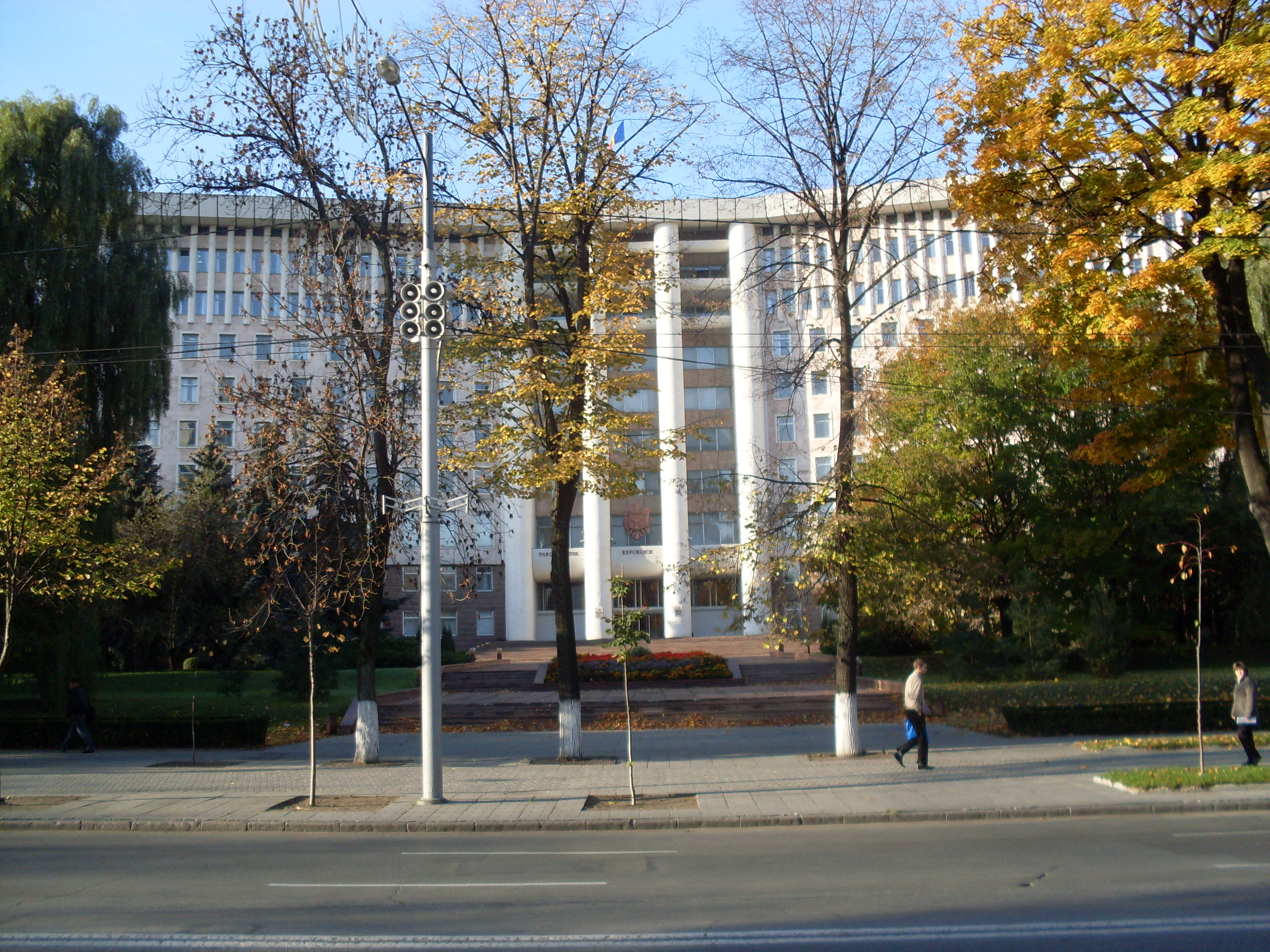
摩尔多瓦议会大楼

今天的摩爾多瓦是一個議會共和國。根據1994年頒佈的摩爾多瓦憲法，摩爾多瓦實行三權分立，行政權屬於摩爾多瓦總理、立法權屬於摩爾多瓦議會、司法權屬於摩爾多瓦憲法法院。摩爾多瓦議會實行一院制，有101個議席，由4年一度的全國普選以比例代表制方式選出。摩爾多瓦的國家元首是摩爾多瓦總統，政府首腦是摩爾多瓦總理，政府內閣由總理組建（唯內閣名單需要由議會批准）。摩爾多瓦曾一度規定總統由議會選出，但2016年開始又改爲全民普選。

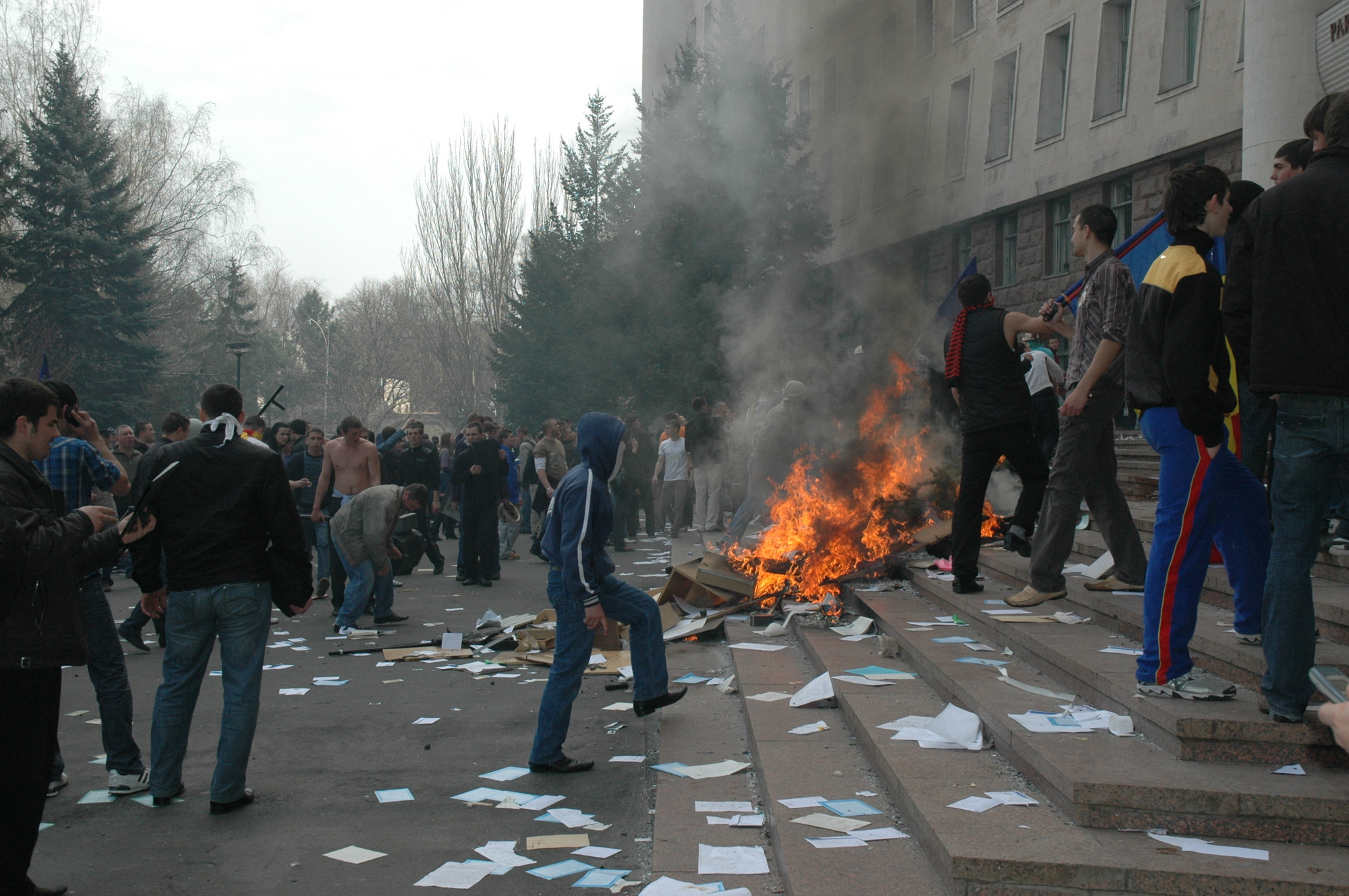
摩爾多瓦2009年的大規模抗議示威運動中議會大樓前的抗議民眾

1994年的摩爾多瓦議會選舉中，摩爾多瓦農業黨獲得多數選票，象徵着摩爾多瓦政治狀況的轉折:13421996年，摩爾多瓦共產黨人黨贏得總統選舉，代表該黨的彼得·盧欽斯基成爲摩爾多瓦第二任總統。2001年的議會選舉中，摩爾多瓦共產黨人黨再次大勝。摩爾多瓦第三任總統是同樣代表共產黨人黨的弗拉迪米爾·沃羅寧。摩爾多瓦共產黨人總體持親俄立場。該黨的衰落始於2009年該黨马里安·卢普轉投摩爾多瓦民主黨。她的轉投使不少共產黨人黨支持者轉而支持摩爾多瓦民主黨。2009年4月的議會選舉結果是摩爾多瓦共產黨人勝選，但這樣的結果不被社會大眾認可，由此引發了大規模抗議活動。7月，重新進行選舉。因無法就總統人選達成一致，2010年11月，摩爾多瓦議會再次進行議會選舉。2012年，獨立人士尼古拉·蒂莫夫蒂出任總統。
2015-2016年，摩爾多瓦因經濟形勢惡化，國內出現大規模抗議。2016年開始，巴维尔·菲利普出任摩爾多瓦總理，領導摩爾多瓦政府。
在2018年之前，摩爾多瓦國內政壇仍然就採取親歐盟還是親俄有着激烈分歧。
親西方的瑪雅·桑杜 (Maia Sandu) 於2020年當選總統，並於2022年6月為國家取得歐盟候選國地位。於俄羅斯入侵烏克蘭之時，總統桑杜建議摩爾多瓦終止憲法對軍事中立的承諾，轉而與北約建立更緊密關係，並強烈譴責俄羅斯的入侵行為。
摩爾多瓦在2024年時舉行入歐盟公投，以約50%的微弱多數通過。該公投最初由反對入盟領先，但海外僑民的贊成票讓公投最終以贊成票佔多數。總統瑪雅·桑杜指控犯罪集團與外國勢力勾結。而俄羅斯被指控以1億美元操控此次選舉。

## 行政区划
摩尔多瓦一级行政区划共37个，包含32个区，3个直辖市，1个自治区，以及德涅斯特河沿岸。

## 地理

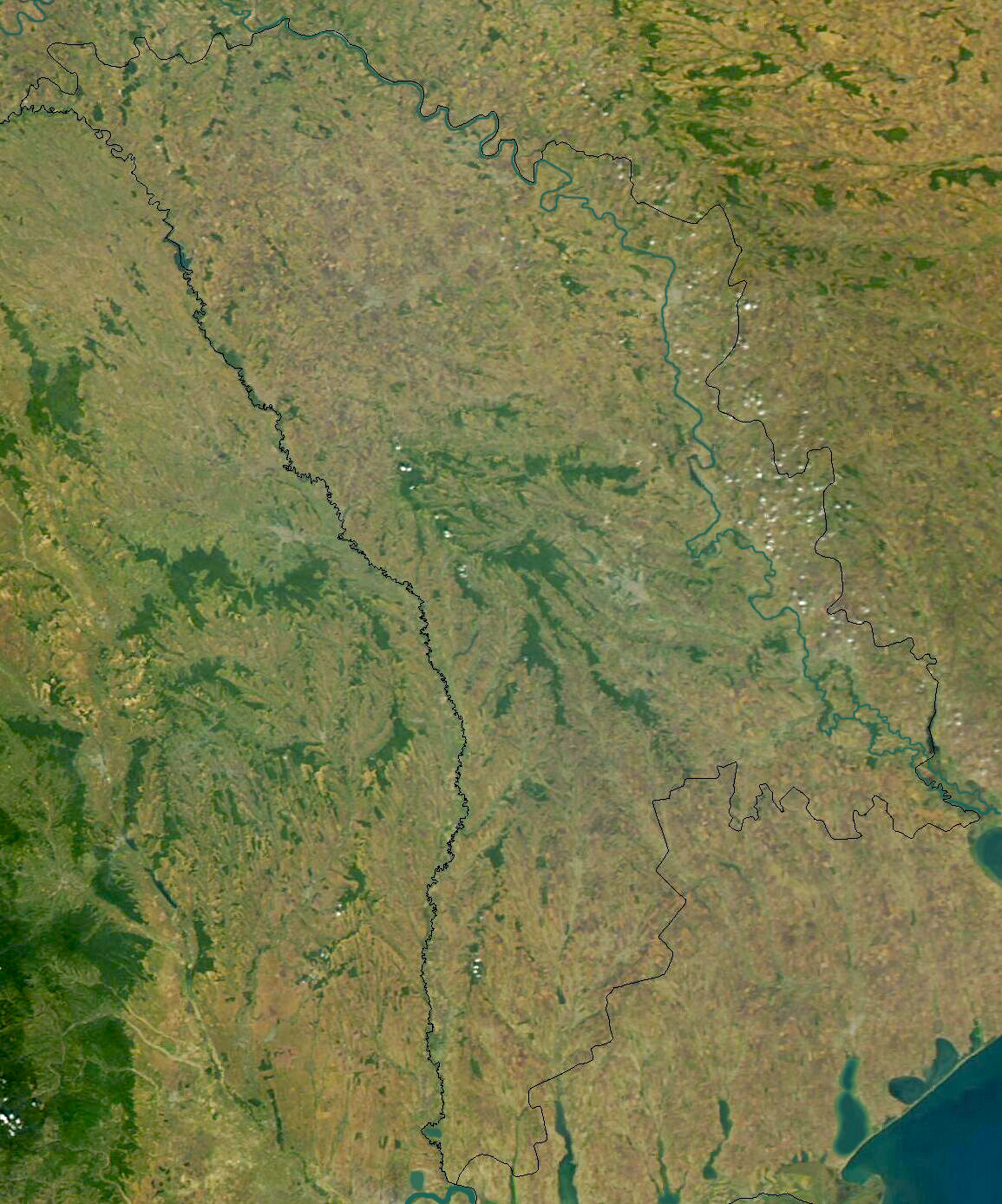
摩尔多瓦地形图(2013年9月卫星拍摄)

摩爾多瓦為內陸國家，与烏克蘭、羅馬尼亞两个国家接壤，是歐洲唯一一個沒有與俄羅斯接壤的前蘇聯國家。摩尔多瓦大部分的國土都在德涅斯特河和普魯特河之間。普魯特河為摩爾多瓦西邊的邊界，於摩爾多瓦最西南處的茱茱列什蒂匯流入多瑙河。德涅斯特河則由北向南流經摩爾多瓦的東部。

## 经济

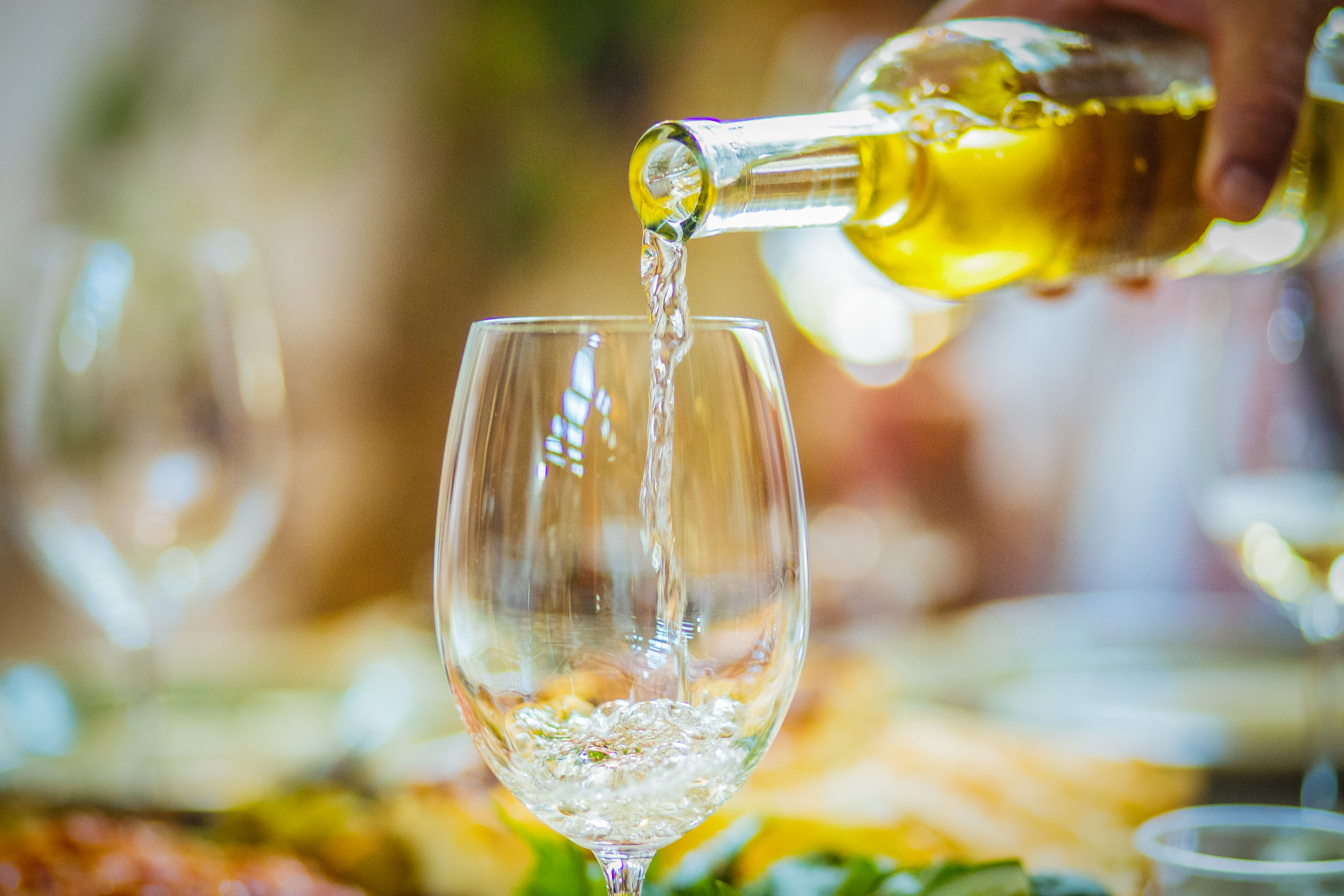
摩爾多瓦葡萄酒

1991年蘇聯解體後，摩爾多瓦因能源短缺、政治動盪、缺乏貿易、調控不當等原因，經濟一度陷入危機。2009年後，摩爾多瓦經濟又因國際金融危機遭受打擊。摩爾多瓦目前是歐洲第二貧困的國家，根據2020年統計，摩爾多瓦的人均GDP僅有阿爾巴尼亞的六成，在歐洲僅稍高於烏克蘭。大致與菲律賓相等。在人類發展指數排名方面，摩爾多瓦在2018年的得分為0.7分，僅僅屬於高人類發展指數國家，發展水準接近中人類發展指數國家的菲律賓和南非，也是歐洲國家當中得分最低。
摩爾多瓦屬於農業國，經濟結構以農業和釀酒業等產業爲主。摩爾多瓦出產的紅酒物美價廉，為外匯重要來源之一。。

## 社會

### 人權問題
根據安全與合作組織（欧安组织）。2004年摩爾多瓦當局繼續長期打壓獨立反對派的聲音和行動。在各種情況下，人權捍衛者受到當局廣泛迫害和打壓，反對派政治家和帕薩特被判處十年徒刑。從歐洲聯盟美國和人權的捍衛者認為他是一個政治的囚犯，和一份官方聲明從俄外交部稱為“突出其殘忍”的判斷。
據國際特赦組織2007年年度報告，在摩爾多瓦人權狀況很差。酷刑和虐待非常普遍，在審判前拘留條件也很差。雖然保護婦女權利的法例被批准，但男人、婦女和兒童繼續被強迫性剝削人身自由和其他非法販賣，大多數被販賣至巴爾幹地區、其他東歐國家以至亞洲的阿富汗等國。僅僅提供保護婦女免受家庭暴力的措施是不夠的。作了憲法的修改要廢除死刑。言論自由受到了限制且無故扣押反對派政治家情況嚴重，鄰近的德涅斯特河沿岸共和國人權和治安狀況就更差，人們幾乎不享有自由集會示威權利，基本投票權利受到剝削，同性戀者和少數民族受到歧視和侮辱；軍火走私有組織及系統地進行非法交易，在2006年蒂拉斯波爾就曾發生至少兩宗炸彈恐襲案，並造成多人死傷。
截至2004年，警察拘留中的酷刑和其他虐待仍然普遍存在；国家未能进行迅速和公正的调查，警察有时逃避处罚。只有在欧洲人权法院的命令下，政治异见人士才被释放，不再被关押在分裂出去的德涅斯特河沿岸地区。 2009年，摩尔多瓦经历了十年来最严重的内乱，造成数名平民死亡，多人受傷。
根据2011年4月发布的人权报告，“与前一年相比，没有安全部队杀人的报告。在这一年中，政府对媒体施加不当影响的报道大幅减少。但是德涅斯特河沿岸当局继续骚扰独立媒体和反对派议员；限制结社、行动和宗教自由；并歧视罗马尼亚语使用者。” 2011年9月在联合国宗教或信仰自由问题特别报告员海纳·比勒费尔特认为摩尔多瓦“自苏联时代以来在宗教自由方面取得了显著的进步，但它仍可以采取进一步措施促进多样性，” 摩尔多瓦于2008年颁布了《预防和打击家庭暴力法》，完善了立法。

## 人口
356万（2009年1月1日，不含德涅斯特河沿岸和宾杰里人口）。其中摩尔多瓦人（羅馬尼亞人的分支）占65%，乌克兰人占13%，俄罗斯人占13%。